# نورمان لاك
نورمان لاك (بالإنجليزية: Norman Lake)‏ هو لاعب كرة الماء أمريكي، ولد في 8 ديسمبر 1932.

## وصلات خارجية
- نورمان لاك على موقع أوليمبيديا (الإنجليزية)